# Liste der Bodendenkmäler in Schöppingen
Die Liste der Bodendenkmäler in Schöppingen enthält die denkmalgeschützten unterirdischen baulichen Anlagen, Reste oberirdischer baulicher Anlagen, Zeugnisse tierischen und pflanzlichen Lebens und paläontologischen Reste auf dem Gebiet der Gemeinde Schöppingen im Kreis Borken in Nordrhein-Westfalen (Stand: März 2015). Diese Bodendenkmäler sind in Teil B der Denkmalliste der Gemeinde Schöppingen eingetragen; Grundlage für die Aufnahme ist das Denkmalschutzgesetz Nordrhein-Westfalen (DSchG NRW).
| Bild | Bezeichnung                             | Lage      | Beschreibung                           | Bauzeit                                                                       | Eingetragen seit | Denkmal- nummer |
| ---- | --------------------------------------- | --------- | -------------------------------------- | ----------------------------------------------------------------------------- | ---------------- | --------------- |
|      | Zwei Grabhügel                          | Ramsberg  | Nutzung als landwirtschaftliche Fläche | Späte Jungsteinzeit/frühe Bronzezeit bzw. jüngere Bronzezeit/ältere Eisenzeit | 07.01.1985       | 1               |
|      | Gräftenanlage „Ehemaliges Haus Stockum“ | Haverbeck | Rechteckige Anlage, ca. 100 m × 75 m   |                                                                               | 28.10.1985       | 3               |

## Gestrichene Bodendenkmäler
| Bild | Bezeichnung             | Lage      | Beschreibung | Bauzeit | Eingetragen seit | Denkmal- nummer |
| ---- | ----------------------- | --------- | --- | ------- | ---------------- | --------------- |
|      | Zwei Landwehrteilstücke | Haverbeck | Wegen Zerstörung im Zuge der Flurbereinigung Heek laut Ratsbeschluss vom 29.05.90 aus der Denkmalliste gestrichen |         | 07.01.1985       | 2               |